# Гренландський національний парк
Гренландський національний парк (дан. Grønlands nationalpark, гренл. Kalaallit Nunaanni nuna eqqissisimatitaq) — найбільший та найпівнічніший національний парк у світі площею 972 000 км² (більший за 163 країни). Окрім того, це єдиний національний парк у Гренландії. Парк розташований у північно-східній частині острова.
Національний парк було утворено 22 травня 1974 року на майже незаселеній частині колишнього муніципалітету Іттоккортоорміїт (Туну), а 1988 року він набув сучасних розмірів, після приєднання території колишнього муніципалітету Аваннаа. У січні 1977 року одержав статус міжнародного біосферного заповідника. Парк не належить до жодної з комун, він перебуває під управлінням гренландського департаменту природи та довкілля.

## Географія
Внутрішня частина національного парку складається з внутрішнього льодовикового щита з горами. Прибережний регіон Гренландського моря складається з тундри.

## Флора
Узбережжя має щільний покрив з мохів і лишайників. Також рослинність представлена арктичними видами Carex і Eriophorum, а також Cassiope tetragona й Dryas octopetala.

## Фауна
На території національного парку проживає від 5000 до 15000 мускусних биків, що становить близько 40 % світового населення. Крім того, у прибережних районах можна зустріти численних білих ведмедів і моржів. Іншими наземними ссавцями є вовк арктичний, песець, горностай, копитний лемінг та заєць арктичний.
Морські ссавці — нерпа кільчаста, лахтак, лисун гренландський, чубач, нарвал і білуха.
Найпоширенішими птахами є гагара полярна, казарка білощока, гуменник короткодзьобий, пухівка, кречет, сова біла, побережник білий, куріпка тундрова та крук.

## Галерея

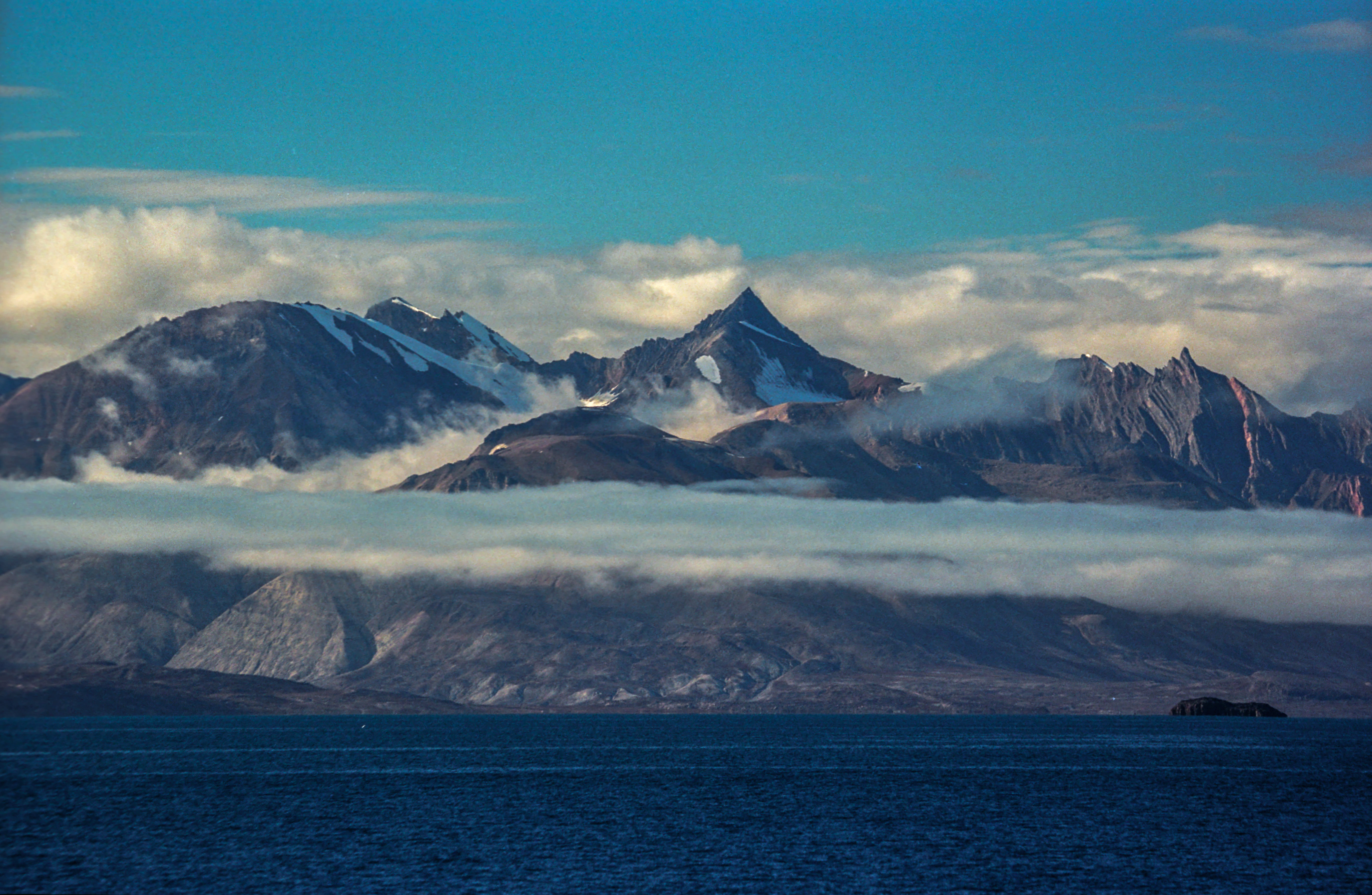
Фіорд Франца Йосифа
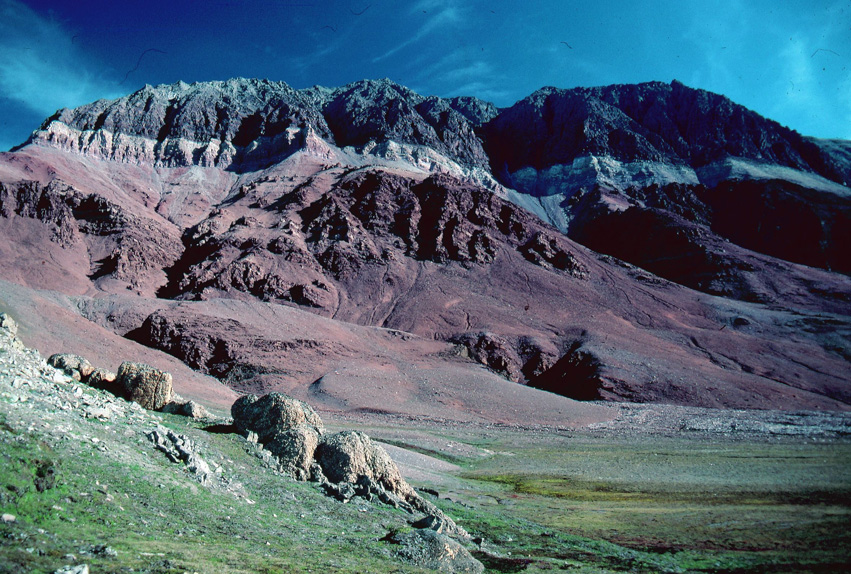
Москусокселандет, Москусоксефьорд
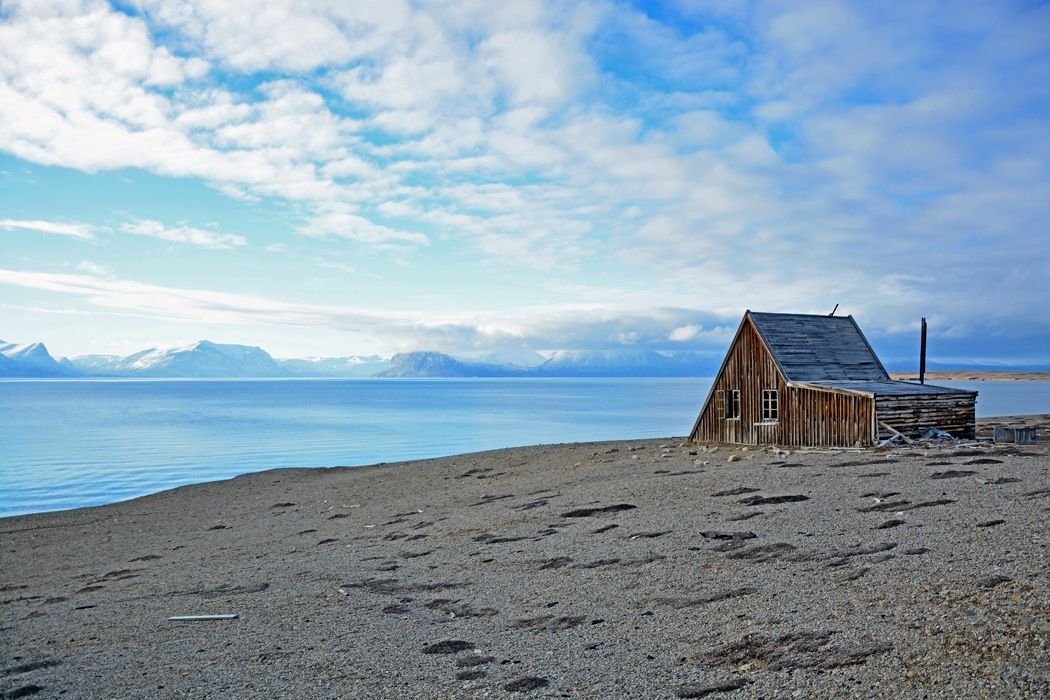
Хатина трапера